# Astou Traoré
Astou Traoré (30 de abril de 1981) é uma basquetebolista senegalesa.

## Carreira
Astou Traoré integrou a Seleção Senegalesa de Basquetebol Feminino, na Rio 2016, que terminou na décima segunda posição.